# 1 Dywizja Huzarów
1 Dywizja Huzarów (węg. 1. huszárhadosztály) – węgierska jednostka wojskowa walcząca podczas II wojny światowej
Dywizja została sformowana na pocz. października 1942 r. jako 1 Dywizja Kawalerii na bazie 1 i 2 Brygad Kawalerii. Na jej czele stanął gen. Antal Vattay. Poza oddziałami konnymi miała batalion pancerny i zmotoryzowany, pododdziały rowerowe i dziesięć baterii artylerii. Dywizja  pełniła początkowo rolę mobilnej rezerwy dla obrony terytorium Węgier. Nie miała być zatem użyta poza granicami kraju. Jednakże w kwietniu 1944 r. Niemcy zdecydowali o jej przeniesieniu na front wschodni. Węgrzy opuścili ojczyznę 10 czerwca tego roku. Przeciwko Armii Czerwonej mogli skierować 84 czołgi, 23 samochody pancerne, kilkadziesiąt dział różnego kalibru i 7 dział przeciwpancernych. Dowództwo dywizji żądało umiejscowienia jej na lewym skrzydle węgierskiej 1 Armii, ale Niemcy - pomimo zgody - przydzielili ją do 1 Korpusu Kawalerii Grupy Armii "Środek", działającego nad rzeką Prypeć. Początkowo Węgrzy podjęli krótkotrwałe działania przeciwko partyzantom. W wyniku ofensywy Armii Czerwonej związanej z operacją Bagration, rozpoczętej 22 czerwca, 1 Dywizja Kawalerii została zmuszona do szybkiego odwrotu na wschód. Ponieważ musiała walczyć z sowieckimi oddziałami pancernymi (czołgi węgierskie nie dorównywały sowieckim), przydzielono do niej niemiecki 507 Batalion Czołgów Ciężkich. W ciężkich walkach na północny zachód od Brześcia nad Bugiem Węgrzy, włączeni w skład węgierskiego II Korpusu Rezerwowego, ponieśli poważne straty w ludziach i sprzęcie. 18 lipca dowódcą jednostki został płk Zoltán Schell, zaś 31 lipca zastąpił go gen. Mihály Ibrányi. Na pocz. sierpnia osłabiona dywizja została wycofana z frontu i wraz z pozostałymi jednostkami węgierskimi rozmieszczona w rejonie Warszawy na odpoczynek. Przywódcy Armii Krajowej, która podjęła w Warszawie walkę zbrojną przeciwko Niemcom, próbowali skłonić Węgrów do wsparcia powstania, ale ostatecznie jednostki węgierskie pod koniec września powróciły do ojczyzny. 1 Dywizja Kawalerii została przemianowana na 1 Dywizję Huzarów. Od 4 listopada dywizją dowodził na krótko płk Attila Makay, zaś od 13 listopada ponownie płk Z. Schell. Po ciężkich walkach z Armią Czerwoną na Węgrzech jednostka skapitulowała częściowo przed Sowietami, a częściowo przed Amerykanami w Styrii.

## Skład organizacyjny
1942-1943:
- 2 Pułk Kawalerii (Szabadka, Szenkes)
  - kompania pionierów
  - kompania łączności
  - kompania moździerzy
  - zmotoryzowana kompania przeciwpancerna (6 działek ppanc. 37 i 47 mm)
  - bateria artylerii górskiej (4 działa 75 mm o zaprzęgu konnym)
  - I Batalion Kawalerii
  - II Batalion Kawalerii
- 3 Pułk Kawalerii (Nagyvárad, Munkács)
- 4 Pułk Kawalerii (Nyíregháza)
- 1 Batalion Kawalerii Pancernej (Zenta)
  - kompania sztabowa (3 czołgi średnie 40.M Turán I i 5 czołgów lekkich 38.M Toldi II)
  - 1 zmotoryzowana kompania zaopatrzeniowa
  - 1 kompania czołgów ciężkich (11 czołgów 41.M Turán II)
  - trzy kompanie czołgów średnich 40.M Turán I (każda po 17 czołgów)
- 3 Batalion Rozpoznawczy (Szilágysomlyó)
  - zmotoryzowana kompania sztabowa
  - kompania pionierów
  - kompania łączności
  - zmotoryzowana kompania przeciwpancerna (4 działa ppanc. 75 mm)
  - zmotoryzowana kompania zaopatrzeniowa
  - dwie kompanie samochodów pancernych (każda po 13 maszyn 39.M Csaba)
- 15 Batalion Rowerowy (Kiskunhalas i Segedyn)
  - zmotoryzowana kompania pionierów
  - kompania łączności
  - zmotoryzowana kompania przeciwpancerna (4 działka ppanc. 37 i 47 mm)
  - zmotoryzowania bateria artylerii (4 działa 105 mm)
  - kompania samobieżnych dział przeciwlotniczych (2 działa 40.M Nimród)
  - dwa kompanie rowerowe
  - kompania motocyklowa
  - zmotoryzowana kompania karabinów maszynowych
- 1 Batalion Artylerii Konnej (Nagyvárad)
  - trzy baterie artylerii (każda po 4 działa 80 mm)
- 3 Zmotoryzowany Batalion Artylerii (Nyirbátor)
  - trzy baterie artylerii (każda po 4 działa 105 mm)
- 55 Zmotoryzowany Batalion Przeciwlotniczy (Segedyn)
  - bateria artylerii (3 działa plot. 80 mm)
  - dwie baterie artylerii (każda po 6 działek 40 mm)
- 4 Zmotoryzowana Kompania Pionierów (Óbecse)
- 1 Zmotoryzowana Kawaleryjska Kompania Łączności (Nyiregyháza)

Lato 1944:
- 2 Pułk Kawalerii (2. huszárezred)
- 3 Pułk Kawalerii (3. huszárezred)
- 4 Pułk Kawalerii (4. huszárezred)
- 1 Batalion Kawalerii Pancernej (1. lovas-harckocsi zászlóalj)
- 15 Batalion Rowerowy (15. kerékpáros zászlóalj)
- 3 Batalion Rozpoznawczy (3. felderítő zászlóalj)
- 1 Oddział Artylerii Konnej (1. lovas-tüzérosztály)
- 2 Oddział Artylerii Konnej (1. lovas-tüzérosztály)
- 3 Oddział Artylerii Motorowej (3. gépvontatású tüzérosztály)
- 55 Zmotoryzowany Oddział Przeciwlotniczy (55. légvédelmi tüzérosztály)
- 4 Zmotoryzowana Kompania Pionierów (4. gépkocsizó utászszázad)

Dywizja liczyła wówczas ponad 17 tys. żołnierzy; miała prawie 11 tys. koni. W każdym pułku kawalerii były po dwa dywizjony (w sumie w pułku było dziewięć szwadronów kawalerii, jeden szwadron broni ciężkiej i jedna kompania przeciwpancerna). W skład batalionu kawalerii pancernej wchodziła jedna kompania czołgów ciężkich i trzy kompanie czołgów średnich (ogółem 70 czołgów). Batalion rowerowy posiadał trzy kompanie rowerowe, kompanię karabinów maszynowych, baterię haubic, pluton przeciwpancerny i baterię artylerii przeciwpancernej. Batalion rozpoznawczy miał dwie kompanie samochodów opancerzonych i baterię przeciwpancerną. 1 Oddział Artylerii Konnej miał trzy baterie armat 80 mm, a 2 Oddział Artylerii Konnej i 3 Oddział Artylerii Motorowej – po trzy baterie haubic 105 mm. W skład 55 Oddziału Przeciwlotniczego wchodziły: bateria (3 działa) 80-milimetrowe oraz dwie baterie (12 działek) 40-milimetrowych.